# Franzl Lang
Franz « Franzl » Lang, né le 28 décembre 1930 dans le secteur de Thalkirchen-Obersendling-Forstenried-Fürstenried-Solln à Munich et mort le 6 décembre 2015 à Munich, est surnommé le roi du yodel ou de la tyrolienne (en allemand : Jodlerkönig), chantant en allemand mais également dans le dialecte bavarois et des régions rurales alpines. Il s'accompagne de la guitare ou de l'accordéon et a écrit plusieurs ouvrages sur le yodel.

## Biographie
Franzl Lang grandit à Munich et apprend après l'école le métier d'outilleur. C'est à neuf ans qu'il reçoit un accordéon, qui devient par la suite l'une de ses images de marque. L'acteur Ludwig Schmid-Wildy l'amène à la Marienplatz de Munich, pour effectuer sa première scène, à laquelle succèdent des auditions, puis le premier contrat.
Son enregistrement de Kuckucksjodler (le yodel du coucou) le fait connaître. Ses prestations se succèdent sur les radios et la télévision notamment allemande et autrichienne, vêtu du costume typique tyrolien.
Il enregistre de nombreux disques microsillons dont plusieurs importés en France.
Il interprète avec beaucoup de virtuosité les compositions folkloriques tyroliennes, alternant les couplets en chanson, suivis du refrain entonné en tyrolienne ou yodel, souvent accompagné de l'orchestre champêtre de Thomas Wendlinger.
En 1956, il joue dans le film Histoires salzbourgeoises de Kurt Hoffmann, puis décroche en 1961 un second rôle dans le film « de terroir » Le Facteur d'orgues de St. Marien dans lequel il interprète parmi d'autres chansons, Königsjodler (le roi du yodel). L'année suivante, il figure avec le Lach-Jodler (yodel du rire), aux côtés de Kurt Großkurth dans le film musical Tanze mit mir in den Morgen.
C'est en 1968 que Kufsteinlied (de) devient son plus grand succès. Cette chanson populaire, décrivant la petite ville tyrolienne de Kufstein, reçoit plusieurs prix. Elle devient un symbole de la musique populaire allemande et sera reprise par de nombreux autres artistes, comme Heino et les duos Maria et Margot Hellwig, ainsi que Marianne et Michael.
Au cours des années 1970, il devient l'invité régulier de l'émission Die lustigen Musikanten (les joyeux musiciens) sur la télévision allemande ZDF et de plusieurs émissions populaires, alternées de chansons alémaniques typiques mi folkloriques-mi-variétés, appelées schlagers.
On peut également le voir et l'écouter à l'occasion de nombreuses tournées et concerts, représentant avec plus de 500 chansons enregistrées, dix millions de ventes, vingt disques d'or et un disque de platine, l'un des chanteurs populaires folkloriques du Tyrol ou de Bavière les plus célèbres.
Il est inhumé au Waldfriedhof de Munich.